# Republicano (1813)
El lanchón Republicano fue un buque corsario al servicio de las Provincias Unidas del Río de la Plata durante la lucha por la independencia.

## Historia
El lanchón de cabotaje fluvial denominado Republicano fue armado en corso en el puerto de Buenos Aires a comienzos de 1813. Tras operar en el Río de la Plata en protección del tráfico entre ambas bandas del estuario, a mediados de ese año pasó a operar en la Banda Oriental las órdenes del comandante del sitio de Montevideo (1812-1814) general José Rondeau. 
Con base de operaciones en Río Seco y actuando en forma conjunta con el lugre corsario La Bruja efectuó misiones puntuales impuestas por Rondeau y apresando embarcaciones que procuraban abastecer de víveres y leña a la ciudad sitiada.
En el mes de diciembre de 1813, el general Rondeau recomendó al gobierno patriota la actuación del lanchón Republicano, sus mandos y tripulación, así como la del lugre La Bruja, en apoyo de las operaciones patriotas.